# Both Sides Now (Willie Nelson)
Both Sides Now è il decimo album in studio del cantante di musica country statunitense Willie Nelson, pubblicato nel 1970.

## Tracce
1. Crazy Arms (Ralph Mooney, Charles Seals)
2. Wabash Cannonball (A.P. Carter)
3. Pins and Needles (In My Heart) (Willie Nelson, Floyd Jenkins)
4. Who Do I Know in Dallas (Nelson, Hank Cochran)
5. I Gotta Get Drunk (Nelson)
6. Once More with Feeling (Shirley Nelson)
7. Both Sides Now (Joni Mitchell)
8. Bloody Mary Morning (Nelson)
9. Everybody's Talkin' (Fred Neil)
10. One Has My Name (The Other Has My Heart) (Hal Blair, Dearest Dean)
11. It Could Be Said That Way (Nelson)